# Lingue chimakuan
Le lingue chimakuan sono una famiglia di lingue native dell'America settentrionale parlate negli Stati Uniti d'America, nella Penisola di Olympic nella zona nord occidentale dello stato di Washington.

## Classificazione e distribuzione
La famiglia è composta da due lingue:
- Lingua chimakum o chemakum [codice ISO 639-3 xch]
- Lingua quileute [qui]

La lingua chimakum risulta estinta dal 1940. Era parlata nella parte est della Olympic Peninsula tra Port Townsend e Hood Canal.
La lingua quileute è in forte pericolo di estinzione. È parlata da poche persone a sud di Cape Flattery sulla costa occidentale della Penisola Olimpica.